# Dignathonema papillosum
Dignathonema papillosum is een rondwormensoort uit de familie van de Selachinematidae. De wetenschappelijke naam van de soort is voor het eerst geldig gepubliceerd in 1959 door Allgén.